# تجارت در خدمات
تجارت در خدمات (به زبان انگلیسی:Trade in services)؛ به فرایند فروش و تحویل یک محصول نامشهود، به نام خدمت، میان تولیدکننده خدمت و مصرف‌کننده اشاره دارد. تجارت خدماتی که بین تولیدکننده و مصرف‌کننده ای که از نظر حقوقی در کشورهای مختلف مستقر هستند صورت می‌گیرد، تجارت بین‌المللی خدمات (International Trade in Services) نامیده می‌شود.

## روش‌های تجارت
تجارت بین‌المللی خدمات توسط چهار حالت در توافقنامه عمومی تجارت در خدمات (GATS) تعریف می‌شود.
- (حالت ۱) تجارت فرامرزی - که به عنوان ارائه خدمات از قلمرو یک کشور در قلمرو کشور دیگر تعریف می‌شود، به عنوان مثال، ارائه خدمات حسابداری از راه دور در یک کشور برای یک شرکت مستقر در کشور دیگر یا یک شرکت هواپیمایی که بین دو مقصد بین‌المللی پرواز می‌کند.
- (حالت ۲) مصرف در خارج از کشور - این حالت ارائه خدمات یک کشور به مصرف‌کننده خدمات هر کشور دیگر را پوشش می‌دهد، به عنوان مثال، گردشگری، پزشکی از راه دور یا تحصیل در خارج از کشور
- (حالت ۳) حضور بازرگانی - که خدمات ارائه شده توسط یک تأمین کننده خدمات یک کشور در قلمرو هر کشور دیگر را پوشش می‌دهد، به عنوان مثال، بانکی که شعبه فیزیکی یا ارائه دهنده خدمات اینترنتی را باز می‌کند که خدمات اینترنتی را در کشور دیگری ارائه می‌دهد
- (حالت ۴) حضور افراد طبیعی - که خدمات ارائه شده توسط یک تأمین کننده خدمات یک کشور از طریق حضور اشخاص حقیقی در قلمرو هر کشور دیگر را پوشش می‌دهد، به عنوان مثال، تجارتی که یک کارمند را از یک کشور به کشور دیگر برای انجام وظایف کاری (پزشکان یا معمارانی که به خارج از کشور سفر می‌کنند و کار می‌کنند) منتقل می‌کند.

## مثال‌ها
- خدمات بازرگانی و تخصصی از قبیل:
  - خدمات مالی و حسابداری
  - خدمات تبلیغاتی
  - خدمات معماری و مهندسی
  - خدمات فناوری اطلاعات
  - خدمات حقوقی
- خدمات ارتباطی
  - خدمات سمعی و بصری
  - خدمات پستی و پیک
  - مخابرات
- ساخت وساز و خدمات مرتبط
- خدمات توزیع
- خدمات آموزشی
- خدمات انرژی
- خدمات محیطی
- خدمات بهداشتی و اجتماعی
- خدمات گردشگری
- خدمات حمل و نقل